# Liste von Dateinamenserweiterungen/W
In dieser Liste sind übliche Dateinamenserweiterungen aufgelistet, die in einigen Betriebssystemen zur Unterscheidung von Dateiformaten verwendet werden. In anderen Betriebssystemen erfolgt die Dateitypenidentifikation hauptsächlich über den Dateivorspann und bei E-Mail-Anhängen hat der MIME-Type eine größere Bedeutung als die Dateinamenserweiterung. Systeme, die nach den beiden letztgenannten Vorgehensweisen verfahren, ignorieren die Erweiterung meist vollständig. 
| Dateinamenserweiterung | MIME-Typ              | Vollständiger Name                          | Bemerkungen, Verwendung |
| ---------------------- | --------------------- | ------------------------------------------- | --- |
| .w01, .w02, ...        |                       | SY99 Waveform                               | Durchnummerierte Sound-Dateien im Wave-Format für Synthesizer der SY-Serie von Yamaha                                           |
| .w3m                   |                       | –                                           | Kartendatei für das Spiel Warcraft III                                                                                          |
| .w3n                   |                       | –                                           | Kampagnendatei für das Spiel Warcraft III                                                                                       |
| .w3x                   |                       | –                                           | Kartendatei für die Erweiterung "The Frozen Throne" für das Spiel Warcraft III                                                  |
| .wab                   |                       | Windows-Adressbuch                          | Kontakte für Outlook Express, Windows-Adressbuch und Windows Kontakte                                                           |
| .wad                   |                       | –                                           | Texturensammlung (Quake-I- u. Half-Life-Engine) und Spieldaten (DOOM 1, DOOM 2, Hexen, Heretic, u.v.m.)                         |
| .wal                   |                       | –                                           | Textur (Quake II Engine) |
| .war                   |                       | Web Application Archive                     | Web Application Archive (Java)                                                                                                  |
| .war                   |                       | Web Archive                                 | WAR-Datei (KDE) (Konqueror) |
| .wav                   |                       | Microsoft Wave                              | Containerformat für Audiodaten (meist unkomprimiertes PCM)                                                                      |
| .wbk                   |                       | Microsoft Word Backup                       | Sicherungsdatei |
| .wbmp                  |                       | Wireless-Application-Protocol-Bitmap-Format | Grafikformat für WAP-fähige Handys                                                                                              |
| .wci                   |                       | –                                           | Temporäre Datei des Windows-Indexdienstes                                                                                       |
| .wdp                   | image/vnd.ms-photo    | –                                           | JPEG XR – JPEG extended range                                                                                                   |
| .webarchive            |                       | Web-Archiv                                  | Gespeicherte Webseite des WebKit-basierten Safari Browsers von Apple                                                            |
| .webm                  |                       | Web Media                                   | Container für Multimediadateien                                                                                                 |
| .webp                  |                       | Web Picture                                 | Grafikformat für verlustbehaftet oder -frei komprimierte statische oder animierte Bilder,                                       |
| .whtt                  |                       | WinHTTrack Projekt                          | Projektdatei von Webseitenkopie                                                                                                 |
| .wim                   | application/x-ms-wim  | Windows Imaging Format Archive              | Festplattenimage-Format von Microsoft                                                                                           |
| .win                   |                       | Window                                      | WYSIWYG-Entwurf eines Fensters (englisch Window) des CASE-Tools QuickCase:W, das u. a. Bestandteil von Microsoft QuickC war.    |
| .wk4                   |                       | Lotus 1-2-3 Datei                           | Tabelle des Tabellenkalkulationsprogramms Lotus 1-2-3                                                                           |
| .wks                   |                       | Microsoft Works Datei                       | Tabellenkalkulationsdatei, ähnlich wie von Microsoft Excel.                                                                     |
| .wl6                   |                       | Wolfenstein 3D Spieldateien                 | Vollversion (wl3 = 3 Episodenversion, wl1 = Shareware)                                                                          |
| .wlb                   |                       | WinLabel                                    | Avery Zweckform - Etiketten- und Kartendruck-Programm                                                                           |
| .wlmp                  |                       | Windows Movie Maker                         | Projektdatei zur Herstellung von MP4-Videos                                                                                     |
| .wma                   |                       | Windows Media Audio                         | Audioformat von Microsoft |
| .wmf                   | image/x-wmf           | Windows Metafile                            | Metafile-Grafikformat von Microsoft, siehe auch Windows Enhanced Metafile                                                       |
| .wmv                   |                       | Windows Media Video                         | verlustbehaftet komprimierender Videocodec von Microsoft mit eingebettetem DRM-System                                           |
| .wmz                   |                       | Windows Media Player-Designpaket            | Skin für den Windows Media Player                                                                                               |
| .wmz                   |                       | Windows Metafile ZIP                        | wmf - ZIP komprimiert |
| .woa                   |                       | WebObjects Application                      | Apple WebObjects Datei |
| .woff                  | application/font-woff | Web Open Font Format                        | komprimierendes Containerformat für Webfonts                                                                                    |
| .wpd                   |                       | Word Perfect Document                       | Textverarbeitung WordPerfect |
| .wpf                   |                       | Write Pro File                              | Dokument HTML-Basis WritePro |
| .wpg                   |                       | Word Perfect Graphics                       | Bilddatei (Vektorgrafik) WordPerfect                                                                                            |
| .wpi                   |                       | WarpIn Datei                                | Komprimiertes Installationspaket für OS/2 / eCS                                                                                 |
| .wpl                   |                       | Windows Media Player Playlist (WPL)-Datei   | Wiedergabeliste für Windows Media Player ab 9-Reihe auf der Clientseite, kann für dynamische Wiedergabelisten verwendet werden. |
| .wps                   |                       | Works Word Processing Files                 | Microsoft Works Textdokument |
| .wpt                   |                       | Waypoint file                               | GPS Waypoint file in PCX5 format                                                                                                |
| .wpt                   |                       | Textdokument                                | Dokumentenformat für Brother-Textsysteme                                                                                        |
| .wq1                   |                       | –                                           | Tabellenkalkulationsdatei von Borland Quattro Pro für DOS                                                                       |
| .wq2                   |                       | –                                           | Tabellenkalkulationsdatei von Borland Quattro Pro (Version 5) für DOS                                                           |
| .wrf                   |                       | WebEx Recording Format                      | Cisco Webex Recording |
| .wri                   |                       | Write                                       | Textverarbeitung Windows Write Dokument                                                                                         |
| .wrl                   |                       | world                                       | 3D-Szene im VRML-Format |
| .wrz                   |                       | –                                           | gepackte 3D-Szene im VRML-Format                                                                                                |
| .ws                    |                       | Worksheet                                   | APL(?)-Worksheet |
| .wsdl                  |                       | Web Services Description Language           | Beschreibungssprache für Netzwerkdienste                                                                                        |
| .wsp                   |                       | Web Solution Package                        | Erweiterungspaket für SharePoint-Server                                                                                         |
| .wsp                   |                       | WinShell Project                            | Projektdatei des TeX/LaTeX-Editors WinShell                                                                                     |
| .wst                   |                       | WerkStück                                   | Gravier- / Fräs-Programm BESgrav                                                                                                |
| .wtv                   |                       | Windows TV Datei                            | TV-Aufzeichnungsformat des Windows Media Center in Windows Vista und Windows 7                                                  |
| .wv                    |                       | WavPack                                     | verlustfrei komprimierendes Audioformat                                                                                         |
| .wve                   |                       |                                             | PSION-Format für Audio-Dateien                                                                                                  |
| .wvm                   |                       | –                                           | Google Play Movies Datei (nur auf Android-Geräten abspielbar)                                                                   |
| .wwf                   |                       | –                                           | nicht druckbares Portable Document Format                                                                                       |
| .wyg                   |                       | WYSIWYG-Projekt                             | Projektdatei des CAD-ähnlichen Lichtdesign-Programms WYSIWYG                                                                    |
| .wzs                   |                       | MS Word Wizard                              | |